# NGC 695
NGC 695 je galaksija u zviježđu Ovan.

## Vanjske poveznice
- SEDS: NGC 0695